# メヌエット (パデレフスキ)
『メヌエット』は、イグナツィ・パデレフスキが作曲したピアノ曲で、彼の作品で今日唯一広く知られている。もとは「6つの演奏会用ユモレスク Op.14」の第1曲であった。比較的簡単ながら格調高い曲想。日本でも広く知られている。
日本における演奏(録音)のもっとも早い例として、1935年にわずか15歳の諏訪根自子がコロムビアレコードにSPレコードで録音を残している。ヴァイオリンとピアノの二重奏に編曲した版である。

## 構成
Allegretto
ト長調。4分の3拍子。簡単な三部形式。序奏はなく主題が左手の単調な和声に乗って現れる。D-D-C-H-H-Cの右手の音形は装飾音（ターン）がC音についており有名。随所にEs音が入っており、調性の不安定さが軽妙な演出をしている。再現部では左手の伴奏が低音のオクターヴを伴う広い音形になり、技術的に多くを求めている。コーダはVivo。音階と華やかなアルペッジョで駆け足に過ぎ去る。雄大で細部にこだわらない作曲者の「19世紀芸術家」の気質があらわれた小品。